# Uli Hoeneß
Ulrich “Uli” Hoeneß (Ulm, 5. siječnja 1952.), bivši je njemački nogometaš i gospodarski kriminalac koji je pravomoćno osuđen na višegodišnju robiju zbog utaje poreza. Hoeneß je također bio predsjednik nogometnog kluba Bayern München.

## Karijera
Uli Hoeneß, krilni napadač, nogomet je prvi put počeo igrati u VfB Ulmu. 1970. godine, Udo Lattek, trener Bayern Münchena, doveo je Hoeneßa u bavarski klub. S klubom je osvojio najveće igračke uspijehe, uključujući i Interkontinentalni kup, tri puta Kup prvaka, četiri puta Bundesligu, i jednom Njemački kup. U 250 bundesligaških nastupa, postigao je 86 pogodaka. 
Hoeneß je i 35 puta zaigrao za njemačku nogometnu reprezentaciju. S njom, osvojio je UEFA Euro 1972 i SP 1974. Imao je i dosta nesreća u finalima, na SP-u 1974. je dosuđen (kasnije realiziran) jedanaesteraac zbog njegova prekšaja nad Cruyffom; a u finalu EP-a 1976 protiv ČSSR-a promašio je jedanaesterac. Nastupio je i na Olimpijskim igrama 1972. u Münchenu s njemačkom reprezentacijom.
Od 1979. godine, obnaša funkciju predsjednika nogometnog kluba Bayern München. U 30-ak godina njegovog rada, klub je doživio uspone i padove, no financijski je oduvijek bio stabilan, s kontinuiranim rastom prihoda i rastućom profitabilnošću.
Godine 2005., Bayern je sagradio €340 milijuna vrijednu Allianz Arenu.

## Privatni život
1982. godine, Uli Hoeneß je jedini preživio avionsku nesreću, u kojoj je preminulo troje ljudi. Zadobio je samo lakše ozljede. 
2014. godine optužen je za utaju poreza i osuđen je na 3 i pol godine zatvora.
Njegov brat, Dieter Hoeneß bio je također uspješan nogometaš Bundeslige i nogometni djelatnik.

## Nagrade i uspjesi
Bayern München
- Bundesliga: 1971./72., 1972./73., 1973./74.
- Njemački kup: 1971.
- Kup prvaka: 1973./74., 1974./75., 1975./76.
- Interkontinentalni kup: 1976.

Zapadna Njemačka
- FIFA SP: 1974.
- UEFA Euro: 1972.

## Vanjske poveznice
- Europski igrač godine 1976.: Top 20
- EP 1972. - UEFA-ine momčadi